# دوغلاس إم. هيد
دوغلاس إم. هيد هو محامي وسياسي أمريكي، ولد في 14 أبريل 1930 في مينيابوليس في الولايات المتحدة، وتوفي بنفس المكان في 2 فبراير 2011. نشط حزبياً في الحزب الجمهوري لمينيسوتا ‏ والحزب الجمهوري. وقد انتخب عضو مجلس نواب مينيسوتا ‏.